# 1640년대
1640년대는 1640년부터 1649년까지를 가리킨다.